# Comuna Voronivka, Bilopillea
Voronivka (în ucraineană Воронівка) este o comună în raionul Bilopillea, regiunea Sumî, Ucraina, formată din satele Dudcenkî, Iancenkî, Moskalenkî, Ștanivka și Voronivka (reședința).

## Demografie
Componența lingvistică a comunei Voronivka
     Ucraineană (94,8%)
     Rusă (4,63%)
     Alte limbi (0,38%)
Conform recensământului din 2001, majoritatea populației comunei Voronivka era vorbitoare de ucraineană (94,8%), existând în minoritate și vorbitori de rusă (4,63%).